# 夜之探险队
《夜之探险队》（日语：夜のたんけんたい）是日本NHK教育频道节目《躲猫猫！》中的一首插曲，由SEKAI NO OWARI的成员Saori作词作曲，于2021年11月22日首次播放。
该歌曲后来收录在《躲猫猫！》的专辑中。

## 创作灵感
Saori从1岁的儿子常看的《躲猫猫！》中得到了帮助，于是创作了此歌曲。她曾评价这首歌：
|  | 即使是成年人，星星和月亮也非常神秘和迷人。如果它是一首探险歌曲，我会很高兴能引出为什么和怎么回事的问题。 |